# Резервна вулиця (Київ)
Резе́рвна вулиця — вулиця в Оболонському районі міста Києва, місцевість Пріорка. Пролягає від Автозаводської до Вишгородської вулиці вздовж залізничного насипу.

## Історія
Вулиця прокладена у 1950-ті роки під назвою 732-а Нова. Сучасна назва — з 1955 року.